# Grand Prix Szwajcarii 1935
Grand Prix Szwajcarii 1935 (oryg. II Großer Preis der Schweiz) – jeden z wyścigów Grand Prix rozegranych w 1935 roku oraz trzecia eliminacja Mistrzostw Europy AIACR.

## Lista startowa
Na niebieskim tle kierowcy, którzy nie wzięli udziału w kwalifikacjach, lecz współdzielili samochód w czasie wyścigu
| Nr | Kierowca                | Zespół                      | Samochód             | Silnik                |   |
| -- | ----------------------- | --------------------------- | -------------------- | --------------------- | - |
| 2  | Bernd Rosemeyer         | Auto Union AG               | Auto Union B         | Auto Union 5.6 V-16   | ? |
| 4  | Hans Stuck              | Auto Union AG               | Auto Union B         | Auto Union 5.6 V-16   | ? |
| 4  | Paul Pietsch            | Auto Union AG               | Auto Union B         | Auto Union 5.6 V-16   | ? |
| 6  | Achille Varzi           | Auto Union AG               | Auto Union B         | Auto Union 5.6 V-16   | ? |
| 8  | Manfred von Brauchitsch | Daimler-Benz AG             | Mercedes-Benz W25    | Mercedes-Benz 3.7 S-8 | ? |
| 10 | Rudolf Caracciola       | Daimler-Benz AG             | Mercedes-Benz W25    | Mercedes-Benz 3.7 S-8 | ? |
| 12 | Luigi Fagioli           | Daimler-Benz AG             | Mercedes-Benz W25    | Mercedes-Benz 3.7 S-8 | ? |
| 16 | Raymond Sommer          | prywatny                    | Alfa Romeo Tipo B/P3 | Alfa Romeo 3.2 S-8    | ? |
| 18 | Earl Howe               | Earl Howe                   | Bugatti T59          | Bugatti 3.3 S-8       | ? |
| 20 | Brian Lewis             | Earl Howe                   | Maserati 8CM         | Maserati 3. 0         | ? |
| 22 | Giuseppe Farina         | Gino Rovere                 | Maserati 6C-34       | Maserati 3.7 S-6      | ? |
| 24 | Ferdinando Barbieri     | Franco Sardi                | Alfa Romeo Tipo B/P3 | Alfa Romeo 2.9 S-8    | ? |
| 26 | Renato Balestrero       | Gruppo Genovese San Giorgio | Maserati 26M         | Maserati 2.5 S-8      | ? |
| 28 | Louis Chiron            | Scuderia Ferrari            | Alfa Romeo Tipo B/P3 | Alfa Romeo 3.2 S-8    | ? |
| 30 | René Dreyfus            | Scuderia Ferrari            | Alfa Romeo Tipo B/P3 | Alfa Romeo 3.2 S-8    | ? |
| 32 | Tazio Nuvolari          | Scuderia Ferrari            | Alfa Romeo Tipo B/P3 | Alfa Romeo 3.8 S-8    | ? |
| 34 | Philippe Étancelin      | Scuderia Subalpina          | Maserati 6C-34       | Maserati 3.7 S-6      | ? |
| 40 | László Hartmann         | prywatny                    | Maserati 8CM         | Maserati 3.0 S-8      | ? |
| 42 | Hermann Lang            | Daimler-Benz AG             | Mercedes-Benz W25    | Mercedes-Benz 3.7 S-8 | ? |
| ?  | Hanns Geier             | Daimler-Benz AG             | Mercedes-Benz W25    | Mercedes-Benz 3.7 S-8 | ? |
| Nr | Kierowca                | Zespół                      | Samochód             | Silnik                |   |

## Wyniki

### Kwalifikacje
Źródło: teamdan.com
| Poz. | Nr | Kierowca                | Konstruktor   | Czas   | Poz. s. |
| ---- | -- | ----------------------- | ------------- | ------ | ------- |
| 1    | 6  | Achille Varzi           | Auto Union    | 2:41,8 | 1       |
| 2    | 10 | Rudolf Caracciola       | Mercedes-Benz | 2:42,8 | 2       |
| 3    | 4  | Hans Stuck              | Auto Union    | 2:43,6 | 3       |
| 4    | 12 | Luigi Fagioli           | Mercedes-Benz | 2:44,2 | 4       |
| 5    | 2  | Bernd Rosemeyer         | Auto Union    | 2:45,3 | 5       |
| 6    | 42 | Hermann Lang            | Mercedes-Benz | 2:48,2 | 6       |
| 7    | 32 | Tazio Nuvolari          | Alfa Romeo    | 2:49,1 | 7       |
| 8    | 30 | René Dreyfus            | Alfa Romeo    | 2:50,2 | 8       |
| 9    | 8  | Manfred von Brauchitsch | Mercedes-Benz | 2:50,8 | 9       |
| 10   | 28 | Louis Chiron            | Alfa Romeo    | 2:51,8 | 10      |
| 11   | 22 | Giuseppe Farina         | Maserati      |        | 11      |
| 12   | 18 | Earl Howe               | Bugatti       |        | 12      |
| 13   | 34 | Philippe Étancelin      | Maserati      |        | 13      |
| 14   | 40 | László Hartmann         | Maserati      |        | 14      |
| 15   | 20 | Brian Lewis             | Maserati      |        | 15      |
| 16   | 16 | Raymond Sommer          | Alfa Romeo    |        | 16      |
| 17   | 26 | Renato Balestrero       | Maserati      |        | 17      |
| 18   | 24 | Ferdinando Barbieri     | Alfa Romeo    |        | 18      |
| Poz. | Nr | Kierowca                | Konstruktor   | Czas   | Poz. s. |

### Wyścig
Źródło: kolumbus.fi
| P                                                     | + / –     | Nr | Kierowca                | Konstruktor   | Okr. | Czas / Strata    | Komentarz              |
| ----------------------------------------------------- | --------- | -- | ----------------------- | ------------- | ---- | ---------------- | ---------------------- |
| 1                                                     | 1         | 10 | Rudolf Caracciola       | Mercedes-Benz | 70   | 3h31:12,2        |                        |
| 2                                                     | 2         | 12 | Luigi Fagioli           | Mercedes-Benz | 70   | +0:35,9          |                        |
| 3                                                     | 2         | 2  | Bernd Rosemeyer         | Auto Union    | 70   | +1:07,8          |                        |
| 4                                                     | 3         | 6  | Achille Varzi           | Auto Union    | 69   | +1 okr           |                        |
| 5                                                     | 2         | 32 | Tazio Nuvolari          | Alfa Romeo    | 68   | +2 okr           |                        |
| 6                                                     | Bez zmian | 42 | Hermann Lang            | Mercedes-Benz | 67   | +3 okr           |                        |
| 7                                                     | 1         | 30 | René Dreyfus            | Alfa Romeo    | 66   | +4 okr           |                        |
| 8                                                     | 3         | 22 | Giuseppe Farina         | Maserati      | 64   | +6 okr           |                        |
| 9                                                     | 7         | 16 | Raymond Sommer          | Alfa Romeo    | 63   | +7 okr           |                        |
| 10                                                    | 2         | 18 | Earl Howe               | Bugatti       | 60   | +10 okr          |                        |
| 11                                                    | 8         | 4  | Hans Stuck Paul Pietsch | Auto Union    | 57   | +13 okr          | Samochód współdzielony |
| 12                                                    | 5         | 26 | Renato Balestrero       | Maserati      | 53   | +17 okr          |                        |
| Niesklasyfikowani                                     |           |    |                         |               |      |                  |                        |
|                                                       |           | 40 | László Hartmann         | Maserati      | 24   | Wypadek          |                        |
|                                                       |           | 24 | Ferdinando Barbieri     | Alfa Romeo    | 15   | Świeca zapłonowa |                        |
|                                                       |           | 8  | Manfred von Brauchitsch | Mercedes-Benz | 14   | Silnik           |                        |
|                                                       |           | 28 | Louis Chiron            | Alfa Romeo    | 7    | Wypadek          |                        |
|                                                       |           | 20 | Brian Lewis             | Maserati      | 0    | Wypadek          |                        |
|                                                       |           | 34 | Philippe Étancelin      | Maserati      | 0    | Wypadek          |                        |
| Nie wystartowali / niedopuszczeni do ponownego startu |           |    |                         |               |      |                  |                        |
|                                                       |           | ?  | Hanns Geier             | Mercedes-Benz |      |                  |                        |
| P                                                     | + / –     | Nr | Kierowca                | Konstruktor   | Okr. | Czas / Strata    | Komentarz              |

### Najszybsze okrążenie
Źródło: teamdan.com
| Nr | Kierowca                | Konstruktor   | Czas    | Okr. |
| -- | ----------------------- | ------------- | ------- | ---- |
| 7  | Manfred von Brauchitsch | Mercedes-Benz | 10:32,0 |      |